# Reinhold Kühn (Elbing)
Reinhold Kühn war eine Buchdruckerei und ein Verlag in Elbing in Westpreußen von etwa 1886 bis 1940.

## Geschichte
Die Buchdruckerei war wahrscheinlich ein Ableger von Reinhold Kühn in Berlin, war aber ein selbstständiges Unternehmen. 
Es war in ihrer Zeit die größte Druckerei in Elbing.
Die ersten Veröffentlichungen sind von 1887 feststellbar. In der Druckerei wurden vor allem Veröffentlichungen von Behörden, Unternehmen, der Stadtbibliothek, Schulprogramme, Geldscheine, Postkarten und Weiteres hergestellt. Außerdem wurden einige Bücher sowie Zeitschriften wie das Elbinger Tageblatt und die Mennonitischen Blätter herausgegeben.
Die letzte Veröffentlichung ist von 1939 bekannt.